# Nicolas Lafitte
Pour les articles homonymes, voir Lafitte.
Pour le comédien français, voir Nicolas Lafitte (auteur).
Pas d'image ? Cliquez ici

a Compétitions nationales et continentales officielles uniquement.

Dernière mise à jour le 1 octobre 2011.
Nicolas Lafitte, né le 14 septembre 1977 à Wissembourg (France), est un joueur français de rugby à XV évoluant au poste de deuxième ligne.

## Biographie
Nicolas Lafitte commence la pratique du rugby à XV à l'âge de 15 ans à l'US Issoire. Il passe ensuite par la section sport-étude d'Ussel et rejoint le Stade aurillacois. Par la suite, il joue à l'Avenir aturin et intéresse le Stade mointois mais signe finalement au CA Périgueux puis au FC Auch.
Après sa carrière de joueur, Nicolas Lafitte est propriétaire d'une salle de sport à Bayonne[réf. nécessaire].

## Palmarès
- Finaliste du Championnat de France de 2e division fédérale en 2000 avec l'Avenir aturin rugby[réf. nécessaire].
- Champion de France de Pro D2 en 2007 avec le FC Auch.
- Vainqueur du Bouclier européen avec le FC Auch en 2005 face à Worcester avec le FC Auch[3].